# ドゥシャン・ペルニシュ
ドゥシャン・ペルニシュ（Dušan Perniš、1984年11月28日 - ）は、スロバキアの元サッカー選手。元スロバキア代表。ポジションはゴールキーパー。

## 経歴
2004年12月に親善試合でスロバキア代表デビュー。デビュー戦後、出場機会は無かったが、2009年に5年ぶりに出場、2010 FIFAワールドカップのメンバーにも選ばれた。2013年までに通算7試合に出場した。

## 代表歴

### 出場大会
- スロバキア代表
  - 2010 FIFAワールドカップ

### 試合数
- 国際Aマッチ 7試合 0得点（2004年-2013年）[1]

| スロバキア代表 | 国際Aマッチ | 国際Aマッチ |
| 年             | 出場        | 得点        |
| -------------- | ----------- | ----------- |
| 2004           | 1           | 0           |
| 2005           | 0           | 0           |
| 2006           | 0           | 0           |
| 2007           | 0           | 0           |
| 2008           | 0           | 0           |
| 2009           | 1           | 0           |
| 2010           | 2           | 0           |
| 2011           | 0           | 0           |
| 2012           | 2           | 0           |
| 2013           | 1           | 0           |
| 通算           | 7           | 0           |